# Mistrzostwa Świata w Łyżwiarstwie Szybkim w Wieloboju Kobiet 1952
10. mistrzostwa świata w łyżwiarstwie szybkim w wieloboju kobiet odbyły się w dniach 1–2 marca 1952 roku w fińskiej miejscowości Kokkola. Zawodniczki startowały na naturalnym lodowisku na stadionie Gamla Karleby. Łyżwiarki startowały na czterech dystansach: 500 m, 1000 m, 3000 m, 5000 m. Mistrzynią świata została reprezentantka ZSRR Lidija Sielichowa. O tym, które miejsca zajmowały zawodniczki decydowała mniejsza liczba punktów uzyskana z czterech biegów.

## Uczestnicy
W zawodach wzięło udział 14 łyżwiarek z 4 krajów. Wszystkie zostały sklasyfikowane.
| Państwa biorące udział w mistrzostwach | Państwa biorące udział w mistrzostwach | Państwa biorące udział w mistrzostwach | Państwa biorące udział w mistrzostwach |
| -------------------------------------- | -------------------------------------- | -------------------------------------- | -------------------------------------- |
| Finlandia                              | Norwegia                               | Szwecja                                | ZSRR                                   |

## Wyniki
| Pozycja | Zawodnik          | Kraj      | 500 m      | Pkt.   | 3000 m       | Pkt.   | 1000 m       | Pkt.   | 5000 m        | Pkt.   | Suma pkt. |
| ------- | ----------------- | --------- | ---------- | ------ | ------------ | ------ | ------------ | ------ | ------------- | ------ | --------- |
| 01 !    | Lidija Sielichowa | ZSRR      | 50.5 (2.)  | 50.500 | 5:45.2 (2.)  | 57.533 | 1:43.0 (1.)  | 51.500 | 9:42.8 (4.)   | 58.280 | 217,813   |
| 02 !    | Marija Anikanowa  | ZSRR      | 51.4 (6.)  | 51.400 | 5:41.5 (1.)  | 56.917 | 1:44.7 (4.)  | 52.350 | 9:42.0 (3.)   | 58.200 | 218,867   |
| 03 !    | Randi Thorvaldsen | Norwegia  | 50.8 (3.)  | 50.800 | 5:50.5 (5.)  | 58.417 | 1:44.5 (3.)  | 52.250 | 9:50.4 (6.)   | 59.040 | 220,507   |
| 4.      | Rimma Żukowa      | ZSRR      | 53.5 (12.) | 53.500 | 5:47.5 (4.)  | 57.917 | 1:44.1 (2.)  | 52.050 | 9:32.4 (1.)   | 57.240 | 220,707   |
| 5.      | Eevi Huttunen     | Finlandia | 52.2 (7.)  | 52.200 | 5:46.7 (3.)  | 57.783 | 1:47.4 (8.)  | 53.700 | 9:33.1 (2.)   | 57.310 | 220,993   |
| 6.      | Tatjana Karielina | ZSRR      | 52.7 (11.) | 52.700 | 5:53.7 (6.)  | 58.950 | 1:45.2 (7.)  | 52.600 | 9:48.6 (5.)   | 58.860 | 223,110   |
| 7.      | Nina Awdonina     | ZSRR      | 51.2 (5.)  | 51.200 | 5:58.8 (8.)  | 59.800 | 1:44.7 (4.)  | 52.350 | 10:04.6 (7.)  | 60.460 | 223,810   |
| 8.      | Natalja Donczenko | ZSRR      | 50.4 (1.)  | 50.400 | 6:07.2 (10.) | 61.200 | 1:45.0 (6.)  | 52.500 | 10:14.0 (9.)  | 61.400 | 225,500   |
| 9.      | Olga Akifjewa     | ZSRR      | 52.5 (9.)  | 52.500 | 5:57.1 (7.)  | 59.517 | 1:47.6 (10.) | 53.800 | 10:09.9 (8.)  | 60.990 | 226,807   |
| 10.     | Marianna Wałowowa | ZSRR      | 51.0 (4.)  | 51.000 | 6:06.2 (9.)  | 61.033 | 1:47.5 (9.)  | 53.750 | 10:18.9 (10.) | 61.890 | 227,673   |
| 11.     | Astri Johannessen | Norwegia  | 52.4 (8.)  | 52.400 | 6:16.1 (11.) | 62.683 | 1:50.8 (11.) | 55.400 | 10:42.3 (11.) | 64.230 | 234,713   |
| 12.     | Maj-Britt Almer   | Szwecja   | 52.5 (9.)  | 52.500 | 6:21.0 (13.) | 63.500 | 1:54.5 (12.) | 57.250 | 10:50.4 (13.) | 65.040 | 238,290   |
| 13.     | Aulikki Väisänen  | Finlandia | 55.4 (13.) | 55.400 | 6:18.2 (12.) | 63.033 | 1:54.9 (13.) | 57.450 | 10:42.3 (11.) | 64.230 | 240,113   |
| 14.     | Gunnel Gunlöv     | Szwecja   | 55.7 (14.) | 55.700 | 6:54.9 (14.) | 69.150 | 1:56.3 (14.) | 58.150 | 11:42.2 (14.) | 70.220 | 253,220   |